# Porumbrei
Porumbrei è un comune della Moldavia situato nel distretto di Cimișlia di 1.632 abitanti al censimento del 2004

## Località
Il comune è formato dall'insieme delle seguenti località: (popolazione 2004)
- Porumbrei (1.380 abitanti)
- Sagaidacul Nou (252 abitanti)